# Joke Quintens
Joke Quintens (Hasselt, 21 juni 1973) is een voormalig Belgisch politica van de sp.a.

## Levensloop
Joke Quintens studeerde geschiedenis aan de Katholieke Universiteit Leuven. Daarna werkte zij als jeugd- en opbouwwerker en als lesgever Nederlands bij Basiseducatie. In 2001 trad zij bij sp.a in dienst als hoofd van de vormingsdienst, wat zij bleef tot in 2007. In 2004 werd zij lid van het nationaal partijbureau. In 2007 werd ze zelfstandig creatief procesbegeleider.
Van 2011 tot 2015 was zij ondervoorzitter van de sp.a onder voorzitter Bruno Tobback.
Bij de gemeenteraadsverkiezingen van 2012 was zij in Genk lijsttrekker van PROgenk, een kartellijst van sp.a, Groen en onafhankelijken. Zij werd gemeenteraadslid en onmiddellijk eerste schepen met als bevoegdheden participatie, wijkontwikkeling, gelijke kansen, leermilieu en duurzame ontwikkeling.
Eind september 2013 kwam ze voor de kieskring Limburg in het Vlaams Parlement terecht als opvolger van Ludo Sannen, die ontslag nam als Vlaams volksvertegenwoordiger. Ze bleef Vlaams volksvertegenwoordiger tot mei 2014. Op 18 januari 2016 kondigde ze haar ontslag als schepen aan. Zij bleef nog in functie tot september 2016.
Quintens verhuisde in 2016 naar Marseille, waar zij rond stadsontwikkeling, diversiteit en duurzame ontwikkeling in Europa werkt.